# Power Windows
Power Windows je jedenácté studiové album kanadské rockové skupiny Rush.Jeho nahrávání probíhalo od dubna do června a znovu v srpnu 1985 ve studiích The Manor Studio, Sarm East Studios, Angel Studios a Abbey Road Studios v Anglii a v AIR Studios na Montserratu. Album pak vyšlo na LP v říjnu 1985 a na CD v červnu 1997. Producentem byli členové skupiny Rush a Peter Collins.

## Seznam skladeb
Všechny texty napsal Neil Peart, hudbu složili Alex Lifeson a Geddy Lee.
| Pořadí | Název             | Délka |
| ------ | ----------------- | ----- |
| 1.     | The Big Money     | 5:37  |
| 2.     | Grand Designs     | 5:06  |
| 3.     | Manhattan Project | 5:07  |
| 4.     | Marathon          | 6:09  |
| 5.     | Territories       | 6:20  |
| 6.     | Middletown Dreams | 5:15  |
| 7.     | Emotion Detector  | 5:11  |
| 8.     | Mystic Rhythms    | 5:54  |

## Obsazení
Rush
- Geddy Lee – zpěv, baskytara, syntezátory
- Alex Lifeson – kytary
- Neil Peart – bicí, perkuse

Ostatní hudebníci
- Andy Richards – klávesy
- Jim Burgess – syntezátory
- Anne Dudley – aranžmá
- Andrew Jackman – aranžmá, dirigent
- The Choir – zpěv